# Josef Peukert
Josef Peukert (22 de enero de 1855 - 3 de marzo de 1910) fue un anarquista bohemio alemán conocido por su libro autobiográfico Memorias del movimiento obrero revolucionario proletario (en alemán: Erinnerungen eines Proletariers aus der revolutionären Arbeiterbewegung). El libro ofreció un vistazo a los primeros días del movimiento obrero radical en Austria, el comienzo del movimiento anarquista en Alemania y el exilio de los anarquistas en Londres y América en la época del Derecho socialista (1878-1890). La precisión del libro fue cuestionada por el anarquista e historiador Max Nettlau, quien lo consideró de una manera "muy escéptica".

## Biografía

### Primeros años
Peukert creció pobre en Albrechtsdorf an der Adler en el Reino de Bohemia, una tierra de la corona del Imperio austrohúngaro. Desde los seis años, trabajó para la compañía de su padre y a los once años lo sacaron de la escuela. A los 16 años dejó su hogar y trabajó en trabajos ocasionales en Alemania. Peukert contribuyó a que las asociaciones de trabajadores socialdemócratas se convirtieran más tarde en comunistas anarquistas. 

### Carrera
En el exilio en Londres, Peukert se involucró en la distribución de Freiheit publicado por Johann Most, pero se volvió cada vez más crítico de Most como social-revolucionario en lugar de anarquista. Durante este tiempo se radicalizó aún más y, a su regreso en la década de 1880, se convirtió en el líder de la Fraktion radical, que creía en el concepto de Propaganda por el hecho, que exige el uso del terror contra los derechos civiles de la sociedad. 
A principios de la década de 1880, Peukert se convirtió en editor de Die Zukunft (en español: El Futuro), publicado por Der Rebell (en español: El Rebelde), de 1886 a 1893 fue editor de Die Autonomie (en español: La Autonomía) y coeditor después de 1889 de Der Anarchist (en español: El Anarquista) 
La llamada guerra civil dentro de la Liga Socialista comenzó debido a la amistad de Peukert con Theodor Reuss. Victor Dave, jefe de un movimiento anarquista autoritario rival en Londres, no confiaba en Reuss, lo que llevó a la tensión con Peukert. En 1887, Peukert fue con Reuss a Bélgica, donde Reuss pasó información a la policía que condujo al arresto de Johann Neve. Neve fue arrestado y sentenciado a 15 años de prisión. El episodio dañó severamente la reputación de Peukert y también de Dave. Este incidente se menciona en Die Anarchisten de John Henry Mackay. 
Desde 1890 trabajó con Emma Goldman durante varios años en la ciudad de Nueva York.

## Obras
- Peukert, Josef (1913). Erinnerungen eines Proletariers aus der revolutionären Arbeiterbewegung. ISBN 978-3-936049-11-4.
- Archivo de obras de Josef Peukert en el Instituto Internacional de Historia Social